# آسامینامی-کو، هیروشیما
آسامینامی-کو (به لاتین: Asaminami-ku) یک منطقهٔ مسکونی در ژاپن است که در هیروشیما واقع شده است. آسامینامی-کو ۱۱۷٫۲۴ کیلومتر مربع مساحت و ۲۴۵٬۴۷۵ نفر جمعیت دارد.